# Urbano I
Urbano I (¿?-23 de mayo de 230) fue el 17.º papa de la Iglesia católica de 222 a 230.
Elegido papa el mismo año en el que el último emperador de la dinastía de los Severos, Alejandro Severo, subió al trono tras el asesinato de Heliogábalo lo que le permitió un pontificado libre de persecuciones y una época de auge del cristianismo en Roma.
Sin embargo tuvo que hacer frente a un grave problema surgido en el seno de la propia Iglesia y que se había originado durante el pontificado de Calixto I: el cisma provocado por Hipólito de Roma quien se había proclamado papa convirtiéndose en el primer antipapa de la historia de la Iglesia.
Muy poco se sabe de la vida de este papa y muchas de las obras que se le atribuyen carecen de fundamento histórico como por ejemplo la conversión y bautismo de Santa Cecilia (patrona de los músicos), a su esposo Valeriano y a Tiburcio en el río Tíber, y que hiciera construir una iglesia en el lugar en que fue martirizada y en el que reposan los restos de la santa, así como los de su predecesor, el papa Calixto I.
En Alemania es el patrono de los vendimiadores, y en la Edad Media se lo invocaba en las tormentas, contra la enfermedad de la gota y contra la embriaguez.
Falleció martirizado el 25 de mayo de 230 cuando en Roma gobernaba el emperador Alejandro Severo.